# Linsdorf
Linsdorf település Franciaországban, Haut-Rhin megyében. Lakosainak száma 336 fő (2022. január 1.). Linsdorf Muespach-le-Haut, Folgensbourg, Bettlach, Oltingue és Fislis községekkel határos.

## Népesség
A település népességének változása:
| Lakosok száma | 318  | 317  | 331  | 321  | 325  | 333  | 339  | 338  | 336  |
|               | 2013 | 2015 | 2016 | 2017 | 2018 | 2019 | 2020 | 2021 | 2022 |